# Лаканианство
Лаканианство или лаканизм — это теоретическая система, которая объясняет разум, поведение и культуру посредством структуралистского и постструктуралистского расширения классического психоанализа в работах Жака Лакана с 1950-х по 1980-е годы. Например, лакановское учение 1950-х годов утверждает, что язык и Символическое, структурируют человеческий разум, подчеркивает важность концепта желания, которое считается фундаментальным и связанным с неустранимой нехваткой. Далее Лакан уделяет больше внимания Реальному. Современный лаканизм характеризуется широким диапазоном мыслей и обширными дебатами между лаканистами.
Лаканианство оказало особое влияние на постструктурализм, литературную теорию и феминистскую теорию, а также на отрасли критической теории, включая квир-теорию. С ним вступали в диалог  такие постструктуралисты, как Жиль Делёз и Феликс Гваттари, а также различные теоретики феминизма. За пределами Франции он не оказал значимого влияния на развитие психиатрии, во Франции же имеет определенное распространение в психиатрических учреждениях. Некоторые идеи лаканистов касаются левой политики, включая пост-анархизм Сола Ньюмана и Дуэйна Русселя, структуралистский марксизм Луи Альтюссера и работы Славоя Жижека и Алена Бадью. Влиятельные фигуры в лаканизме включают Славоя Жижека, Юлию Кристеву, Жака-Алена Миллера и Сержа Леклера.

## Обзор
Лаканисты рассматривают психическую структуру как определяемую вступлением человека в младенчестве в мир языка, Символического, посредством Эдипова комплекса и стадии зеркала. Как и другие постструктуралистские подходы, лаканизм рассматривает субъект как иллюзию, созданную, когда индивид означается (представляет себя в языке). Однако это первоначальное означивание является неполным, поскольку в субъекте всегда есть что-то, что не может быть должным образом выражено в языке, а это значит, что означивание также разделяет субъект. Мир символического определяется Другим, та часть внешнего мира, с которой субъект не может идентифицироваться, и это место, где означающим придается значение. Таким образом, язык — это дискурс Другого, находящийся вне сознательного контроля.
Бессознательное состоит из сети означающих, которые проявляют себя в языке — особенно в оговорках, — и лакановская клиническая практика сосредоточена на словах, используемых анализантом (пациентом), что Лакан охарактеризовал как «возвращение к Фрейду». Лакановский анализ фокусируется в основном на желании. Лаканисты утверждают, что желание никогда не может быть удовлетворено, поскольку объектом и причиной желания является недостижимый объект, объект «а», который субъект постоянно ассоциирует с различными вещами, которые, как он ошибочно полагает, смогут удовлетворить его желание. Объект «а» существует как следствие разделения субъекта означающим, поэтому говорят, что желание является результатом неразрешимой нехватки внутри субъекта.
Лаканизм утверждает, что все люди принадлежат к одной из трех «клинических структур» и являются психотиками, первертами или невротиками. Невротические субъекты, то есть большинство людей, всегда либо являются истериками, либо одержимы навязчивостями. Три клинические структуры описывают отношение субъекта к большому Другому и каждая связана с различным защитным механизмом: психотики используют отбрасывание (foreclosure), отказ от авторитета отца в Эдиповом комплексе, что приводит к неспособности сформировать Символическое бессознательное; перверты используют отрицание, не признавая, что нехватка вызывает желание, и назначают его причиной какой-то конкретный объект, свой фетиш; а невротики используют механизм вытеснения.
По Лакану психика состоит из Символического, Воображаемого, Реального регистров, а для лаканистов, следующих за Кристевой, — из Семиотики.

### Зеркальная стадия
Первым зарегистрированным вкладом Лакана в психоанализ была стадия зеркала, которую он описал как «функцию формирующую „Я“ субъекта, раскрываемую в психоанализе». К началу 1950-х годов он стал рассматривать стадию зеркала как нечто большее, чем просто момент из жизни младенца; вместо этого она составляет часть постоянной структуры субъекта. В «воображаемом» собственный образ постоянно цепляет и пленяет субъекта. Лакан объясняет, что «стадия зеркала — это явление, которому он придает двоякое значение. Во-первых, она имеет историческую ценность, поскольку знаменует собой поворотный момент в умственном развитии ребенка. Во-вторых она символизирует существенные либидинальные отношения с образом своего тела».
По мере дальнейшего развития этой концепции упор делался не столько на ее историческую ценность, сколько на структурную. В своем четвертом семинаре «Отношение к объекту» Лакан заявляет, что «стадия зеркала — это не просто феномен, возникающий в процессе развития ребенка. Она иллюстрирует конфликт в самой природе двойственных отношений».
Стадия зеркала описывает формирование эго посредством процесса объективации, при этом эго является порождением конфликта между воспринимаемым внешним видом и переживанием эмоционального опыта. Эта идентификация есть то, что Лакан назвал «отчуждением». В шесть месяцев у ребенка еще отсутствует координация движений. Ребенок способен узнать себя в зеркале еще до того, как научится контролировать свое тело. Ребенок видит свой образ целиком, и момент создания этого образа вызывает ощущение контраста с наравне с несогласованностью тела, которое воспринимается как расщепленное. Ребенок воспринимает этот контраст как соперничество со своим воображаемым образом, поскольку цельный образ грозит ребенку расщеплением — поэтому, зеркальная стадия порождает напряжение между субъектом и его образом. Чтобы разрешить это напряжение, ребенок идентифицируется со своим образом: эта первичная идентификация со своим двойником формирует эго. Лакан понимал момент идентификации как момент восторга, поскольку он ведет к воображаемому ощущению власти; тем не менее, когда ребенок сравнивает свое собственное шаткое ощущение господства со всемогуществом матери, восторг может сопровождаться депрессивной реакцией.
Лакан называет зеркальный образ «ортопедическим», поскольку он заставляет ребенка предвидеть преодоление своей «особенности несвоевременности рождения». Представление о теле как встроенном и ограниченном, в отличие от опыта ребенка, связанного с двигательной недееспособностью, и ощущения тела как расщепленного, вызывает движение от «нехватки к предвосхищению». Другими словами, зеркальное отражение инициирует, а затем, как костыль, помогает процессу формирования целостного самоощущения.
На стадии зеркала «непонимание» (méconnaissance) образует эго или «я» (moi), оно становится отчужденным от самого себя посредством включения воображаемого регистра в субъект. Зеркальная стадия также является важным символическим измерением из-за присутствия фигуры взрослого, который несет младенца. С восторгом приняв образ за свой собственный, ребенок поворачивает голову к этому взрослому, олицетворяющему большого Другого, как бы призывая взрослого помочь ему утвердить этот образ.

### Желание
Концепция желания Лакана похожа с гегелевской Begierde (вожделение), термину, подразумевающему непрерывную движущую духовную силу, в которой самосознание обретает единство с самим собой, и поэтому некоторым образом отличается от концепции Желания (Wunsch) Фрейда. Желание Лакана всегда относится к бессознательному желанию, поскольку именно бессознательное составляет центральную проблему психоанализа.
Цель психоанализа — помочь анализанту осознать свое желание и тем самым осознать правду о нем. Однако это возможно лишь в том случае, если желание сформулировано в речи: «Только однажды будь оно сказано в присутствии другого, желание проявляется в полном смысле этого слова». В работе Лакана «Понятие Эго в теории и технике психоанализа Фрейда»: «что на самом деле важно, так это научить субъекта формулировать, означать и вызывать желание к существованию. Субъект должен осознать и означить себя». Его желание. Но речь не идет о признании чего-то, что может оказаться полностью данным. Называя это, субъект создает, порождает новое наличие в мире». Истина о желании каким-то образом всегда присутствует в дискурсе, хотя дискурс никогда не способен сформулировать истину о желании полностью; всякий раз, когда он пытается назвать желание, всегда остается остаток или излишек.
Лакан отличает желание от потребности и от требования. Потребность — это биологический инстинкт, при котором субъект зависим от Другого в удовлетворении своих собственных потребностей, но чтобы получить помощь от Другого, «потребность» должна быть сформулирована в «требовании». Но наличие Другого не только обеспечивает удовлетворение необходимой «потребности», оно также олицетворяет его любовь к субъекту. Следовательно, «требование» приобретает две функции: во-первых, оно формирует «потребность», а во-вторых — выступает «требованием любви». Даже после того, как «потребность», сформулированная в требовании, удовлетворена, «требование любви» остается неудовлетворенным, поскольку Другой не может дать безусловную любовь, которую желает субъект. «Желание — это не стремление к удовлетворению и не требование любви, а различие, возникающее в результате вычитания первого из второго». Желание — это излишек, остаток, который возникает в результате формулирования необходимости в требовании: «желание начинает формироваться там, где требование отделяется от необходимость». В отличие от потребности, которую можно удовлетворить, желание никогда не может быть удовлетворено: оно постоянно в своем давлении и вечно. Достижение желания состоит не в его исполнении, а в его воспроизведении как таковом. По словам Славоя Жижека, «смысл существования желания состоит не в том, чтобы реализовать свою цель, найти полное удовлетворение, а в том, чтобы воспроизвести себя как желание».
Лакан проводит различие между желанием и побуждениями: желание всегда одно, а побуждений много. Побуждения — это частные проявления единой силы, называемой желанием. Понятие Лакана «объект „а“» — это объект, причина желания. Хотя объект «а» — это не то, к чему стремится желание, а скорее его источник. Желание — это не отношение к объекту, а отношение к нехватке (manque).
В «Четырех фундаментальных концепциях психоанализа» Лакан утверждает, что «желание субъекта — это желание Другого». Это, в свою очередь, влечет за собой следующее:
1. Желание — это желание желания Другого, то есть желание является объектом желания другого, и это желание также является желанием признания. Здесь Лакан следует за Александром Кожевом, который следует за Гегелем: для Кожева субъект должен рисковать своей жизнью, если он хочет достичь желаемой значимости. Это желание быть объектом чужого желания лучше всего иллюстрируется в Эдиповом комплексе, когда субъект желает быть фаллосом матери.
2. В работе «Подрыв субъекта и диалектика желания во фрейдистском бессознательном» Лакан утверждает, что субъект желает с точки зрения другого, при этом объект чьего-то желания является объектом, желаемым другим: действие желаемого объекта состоит в том, чтобы его желал кто-то другой. Лакан снова следует за Кожевом. который следует за Гегелем. Этот аспект желания присутствует при истерии, поскольку истерик — это тот, кто превращает чужое желание в свое собственное (см. Зигмунд Фрейд «Фрагмент анализа случая истерии» в SE VII, где Дора желает фрау К., потому что она идентифицирует себя с господином К.). В таком случае при анализе истерички важно не обнаружить объект ее желания, а обнаружить субъект, с которым она идентифицируется.
3. Désir de l’Autre, что переводится как «желание для Другого» (хотя это может быть и «желание Другого»). Фундаментальное желание — это инцестуозное желание матери, изначального Другого.
4. Желание — это «желание чего-то еще», поскольку невозможно желать того, что уже есть. Объект желания постоянно подменяется, поэтому желание является метонимией.
5. Желание появляется в поле Другого — то есть в бессознательном.

И последнее, но не менее важное: для Лакана первым человеком, кто занимает место Другого, является мать, и в самом начале ребенок находится под ее властью. Только когда отец соотнесет желание с Законом, кастрируя субъекта, он освобождается от своего желания к матери.

## История

### Жизнь Жака Лакана
Лакан считал, что человеческая психика формируется тремя регистрами: Воображаемым, Символическим и Реальным (RSI). Эти три раздела в их различных конфигурациях также примерно соответствуют развитию мысли Лакана. Как он сам выразился на XXII семинаре: «Я начал с Воображаемого, затем мне пришлось переживать историю Символического… и я закончил, представив вам знаменитое Реальное».
Ранний психоаналитический период Лакана охватывает 1930-е и 1940-е годы. Его работа в этот период была сосредоточена на вопросах формирования своего образа, идентификации с этим образом и бессознательной фантазии о нем. Развивая концепцию младенческого отражения Анри Валлона, он использовал идею стадии зеркала, чтобы продемонстрировать воображаемую природу эго, в отличие от взглядов эго-психологии.
В 50-е годы ориентация интересов Лакана сместилась к символическому пониманию степени родства, культуры, социальной структуры и ролей — все это опосредовано овладением языком — в котором каждый из нас рождается и с которым нам всем приходится смириться.
Фокусом внимания в клинике стала борьба с нарушениями в части Воображаемого структурированного ролью, которую играет Означающее/Другой/Символическое.
В своем подходе к психоанализу, Лакан создал диалектику между мышлением Фрейда и мыслителями — структуралистами, такими как Фердинанд де Соссюр, а также Хайдеггером, Гегелем и другими континентальными философами.
В 60-е годы интерес Лакана все больше концентрировался на том, что он называл Реальное, — не внешне согласованной реальности, а, тому бессознательному элементу личности, который сопряжен с травмой, воображением и влечением, который сопротивляется означиванию.
Реальное было тем, чего не хватало или отсутствовало во всех тоталитарных структуралистских теориях; и в виде наслаждения, а также устойчивости симптома/синтома они ознаменовали переход Лакана в психоанализе от модерна к постмодерну.
Затем Реальное, Воображаемое и Символическое стало формировать триаду «первичных регистров». Лакан считал, что эти три концепции неразрывно переплетены, и к 1970-м годам они стали неотъемлемой частью его мысли.

### Множественность «Лаканианства»
Мышление Лакана было тесно связано не только с работами Фрейда, но и с работами его наиболее выдающихся психоаналитических последователей — Хайнца Хартмана, Мелани Кляйн, Майкла Балинта, Д. У. Винникотта и др. Однако после разрыва с психоаналитическим сообществом в 1963—1964 годах возникла тенденция искать чистое, автономное лаканианство без привычных психоаналитических атрибутов. В указателе Жака-Алена Миллера «To Ecrits» уже было написано о «лакановской эпистемологии… аналитическом опыте (в чисто лакановском определении…)»; и там, где ученики первого поколения, такие как Серж Леклер, продолжали подчеркивать важность возвращения к Фрейду, новые ученики 60-х и 70-х годов предпочитали вместо этого — антиисторического Лакана, систематизированного после этого события, если говорить упрощенно, в полноценную теорию.
Уже в зрелом творчестве Лакана можно выделить три основных периода: его исследование Воображаемого и Символического в 50-е годы; его исследование Реального и недостижимого желания, объекта «а», в 60-е годы; и заключительный этап, посвященный наслаждению (jouissance) и математической формулировке психоаналитического учения.
Поскольку в 50-е годы Лакан разработал свой особый стиль преподавания, основанный на лингвистическом прочтении Фрейда, он также приобрел значительное количество последователей в рамках Французского общества психоанализа (ФОП), так Серж Леклер был всего лишь одним из первых из многих французских «лаканистов». Именно этот этап его преподавания был зафиксирован в Сочинениях (Écrits) и впервые проник в англоязычный мир, где, таким образом, больше всего лаканистов можно было найти на факультетах английского языка или философии, чем в клинической практике психоанализа.
Однако даже сама приверженность Лакану вызвала серьезную критику: его обвиняли как в злоупотреблении позитивным переносом, чтобы привязать своих анализантов к себе, так и в увеличении их числа за счет использования сокращенных аналитических сессий «короткий кадр». Сомнительная природа его последователей была одной из причин того, почему ему не удалось добиться признания своего учения со стороны Международной психоаналитической ассоциации (МПА), которая признавала только французскую форму фрейдизма, то есть «лаканизм» — неудача, которая привела к основанию им Парижской школы фрейдизма (ПШФ) в 1964 году Многие из его ближайших и наиболее плодовитых последователей, такие как Жан Лапланш, предпочли МПА, Лакану на данном этапе, в первом из многих последующих лакановских расколов.
В «Письме к итальянцам» Лакана от 1973 года, он назначил своих последователей Мюриэль Дразиен, Джакомо Контри и Армандо Вердильоне для продолжения преподавания его учения уже в Италии.
С институциональной точки зрения, лаканизм начал проникать в англоязычный мир с начала 60-х годов, оказав влияние на теорию кино, феминистскую мысль, квир-теорию и психоаналитическую критику, а также на политику и социальные науки, прежде всего через понятия Воображаемого и Символического. Однако по мере того, как роль Реального и наслаждения в противоположной структуре стала более широко признаваться, лаканизм также развился как инструмент для исследования раздробленного субъекта постмодерна.
Однако после смерти Лакана интерес к его работам начал переживать кризис. Лакана всегда критиковали за обскурантистский стиль письма; и многие из его учеников просто копировали мистификационные элементы в его работах (в своего рода такой переносной самоидентификации) без собственных дополнений.
Хотя интерес к лаканизму действительно возродился в 21 веке, это во многом было заслугой такой фигуры, как Славой Жижек, который смог использовать мысль Лакана в своих интеллектуальных целях, без иногда удушающей ортодоксальности многих формальных лакановских традиций. Итак, продолжающееся влияние лаканизма оказывается сильнее всего у тех, кто, похоже, принял рекомендацию Малкольма Боуи : «научитесь отучиваться от лакановского языка так же, как Лакан отучается от фрейдистского».

### При жизни Лакана
Элизабет Рудинеско предположила, что после основания ПШФ «история психоанализа во Франции стала подчинена истории лаканизма… И с тех пор, лакановское движение заняло главную движущую позицию, по отношению к которой другие направления должны были определять свой курс» ". Численность школы значительно увеличилась, возможно, за счет количества, а не качества, поскольку поток психологов затопил аналитиков, пришедших вместе с ним из ПШФ. Протесты против нового режима достигли апогея с введением самостоятельной сертификации на получение аналитического статуса, и старые товарищи, такие как Франсуа Перье, отделившись, во время раскола 1968 года, основали Четвертую группу (Quatrieme Groupe).
Однако внутри EDF остались и другие подразделения, которые далее подверглись еще одному расколу в связи с вопросом аналитической квалификации. Внутри движения сохранялось широкое разделение между старым, самым первым поколением лаканистов, сосредоточенным на символическом — на изучении Фрейда с помощью структурных лингвистических инструментов 50-х годов — и более молодой группой математиков и философов, сосредоточивших свое внимание вокруг Жак-Ален Миллера, который выступал за автономный лаканизм, формализованное и свободное от фрейдистских корней.
В 70-е годы Лакан больше говорил о математизации психоанализа и ввел термин " matheme " для описания его формальных абстракций, тогда как Леклер резко отверг новые формулы как «граффити». Тем не менее, несмотря на эти и другие противоречия, последователи внутри EDF держались вместе под влиянием харизмы своего учителя, пока (разочарованный в своих последователях) Лакан сам не распустил школу в 1980 году, за год до своей смерти.

### Пост-лаканианство
В начале 80-х годов пост-лаканианское движение распалось на несколько новых организаций, в числе которых Миллеровская Школа Фрейдистского Дела (ШФД, 273 члена) и Центр формирования и психоаналитических исследований (ЦФПИ, 390 членов). члены, которые возможно, являются наиболее важными. К 1993 году на базе бывшего EDF выросли еще четырнадцать ассоциаций; и на этом процесс не остановился. За ранними отставками и расколами из ШФД в конце 1990-х годов последовал массовый уход аналитиков по всему миру из организации Миллера из-за обвинений в злоупотреблении полномочиями.
Были предприняты попытки воссоединить различные школы, Леклер утверждал, что лаканизм «закостенел и превратился в своего рода религиозную войну и теоретические дебаты, которые больше не привносят ничего нового». Но из-за того, что французский лаканизм (в частности), преследуемый собственным прошлым состоящим из предательств и конфликтов — школа за школой, заявляли, что их часть лакановской мысли является единственно верной. Воссоединение любого рода, в таком случае, оказалось очень проблематичным; и Рудинеско, возможно, был прав, заключив, что «лаканизм, рожденный из подрывной деятельности и желания преступить границы, по сути обречен на недолговечность и раскол».

### Современное лаканианство
В современном лаканизме можно выделить три основных течения.
- В одной из форм академическое чтение освобожденного от клиники (de-clinicalised) Лакана стало самостоятельным занятием.
- (Мнимый) легитимизм ШФД, переросший в международное движение с мощной испанской поддержкой, а также с латиноамериканскими корнями, стал конкурентом МПА.
- Третья форма — это множественный лаканизм, лучше всего выраженный в умеренном ЦФПИ с его отказом от устаревшего подхода и открытостью к традиционному психоанализу а также выросший и (после роспуска в 1995 году) в двух его преемниках.

Однако попытки воссоединиться с МПА остаются проблематичными, не в последнюю очередь из-за сохранения коротких сеансов и отказа от контрпереноса как инструмента для терапевтической работы.

## Школы мысли

### Гендерная теория
Такие фигуры как: Джудит Батлер, Брача Л. Эттингер и Джейн Галлоп использовали работы Лакана, в основном подвергая их критике, для разработки гендерной теории.

## Критика

### Делёз-Гваттари
Жиль Делез и Феликс Гваттари, последние профессиональные ученики Лакана, начали серьёзную атаку на психоанализ посредством идей постструктурализма в книге «Анти-Эдип: капитализм и шизофрения» от 1972 года. Фредерик Крюс пишет, что, когда они «обвинили лакановский психоанализ капиталистическим расстройством» и «поставили к позорному столбу аналитиков как самых зловещих священников-манипуляторов психотизированного общества» в «Анти-Эдипе», их «манифистация была широко расценена как неопровержимая» и «опустошила и без того пустые сообщества последователей Лакана в Париже».
Делёз-Гваттари критикуют его концепцию желания означая ее как «негативную», поскольку она является результатом полного отсутствия субъекта и веры в то, что бессознательное «структурировано как язык». В своей работе они утверждали, что бессознательное является шизофреническим, а так же, что оно характеризуется ризомами либидозных вложений, а желание является той творческой силой, которая приводит в действие основные строительные блоки структуры психики желающих машин. Сети означающих, которым в лаканизме придается такое большое значение, представляют собой структуры, созданные желающими машинами над уровнем бессознательного. Таким образом, лакановский анализ работает над решением неврозов, но он не в состоянии увидеть, что неврозы являются проблемой второго порядка, которая ничего не раскрывает о бессознательном, в отличие от того как это делает классический психоанализ Фрейда.
Делез и Гваттари предложили свое альтернативное постструктуралистское расширение классического психоанализа — шизоанализ, он был поставлен в противовес очевидным недостаткам лаканианства. В отличие от лаканизма, шизоанализ прямо отвергает некоторые из концепций Фрейда, особенно его идею о невротической структуре бессознательного. Делёз и Гваттари настаивали, что он отличается от психоанализа. Шизоанализ получил дальнейшее развитие в «Тысяче плато» (1980) и в индивидуальных работах Гваттари в 1980-х и начале 90-х годов.

### Феминизм
Элизабет Гросс обвиняет Лакана в сохранении сексистской традиции по отношению к женщинам в психоанализе.
Люси Иригарай обвиняет Лакана в увековечивании фаллоцентрического господства в философском и психоаналитическом дискурсе. Другие в сообществе также поддержали это обвинение, видя, что Лакан попался в ловушку того же самого фаллоцентрического господства, которое разработанный им язык якобы стремился подорвать. Результатом, как утверждал Корнелиус Касториадис, было то, что все мысли зависели только от него самого и, таким образом, подавлялись способности к независимому мышлению внутри его окружения.

## Известные лаканисты
- Ален Бадью
- Корнелиус Касториадис
- Мишель де Серто
- Антуанетта Фуке
- Юлия Кристева
- Кристиан Мец
- Жак-Ален Миллер
- Славой Жижек